# Brandon Hyde
Brandon Michael Hyde (né le 3 octobre 1973 à Santa Rosa, Californie, États-Unis) est un manager de baseball.
À l'emploi des Cubs de Chicago de la Ligue majeure de baseball depuis décembre 2011 et membre du personnel d'instructeurs du club depuis la saison 2014, il est depuis la saison 2015 leur instructeur de premier but.
En 2011, Hyde est pour un seul match gérant par intérim des Marlins de la Floride.
En décembre 2018, Hyde devient le nouvel entraîneur des Orioles de Baltimore qui évoluent en Major League de baseball

## Carrière

### Joueur
Receveur et joueur de troisième but dans les ligues mineures de baseball, Brandon Hyde évolue quatre saisons dans l'organisation des White Sox de Chicago, atteignant le niveau AAA en 2000 mais sans jamais jouer dans les majeures.

### Entraîneur

#### Marlins de la Floride
Il amorce en 2005 une carrière de manager qui l'amène à diriger quatre équipes de ligues mineures affiliées aux Marlins de la Floride en cinq ans. Il est en poste avec les Grasshoppers de Greensboro de la South Atlantic League (2005 et 2006), les Mudcats de la Caroline en Southern League (2007), les Hammerheads de Jupiter de la Ligue de la Floride (2008) et enfin les Suns de Jacksonville de la Southern League (2009).
Le 23 juin 2010, les Marlins de la Floride congédient le gérant Fredi González et plusieurs de ses assistants. Brandon Hyde devient instructeur adjoint au remplaçant de González, Edwin Rodríguez. Ce dernier remet sa démission moins d'un an plus tard, le 19 juin 2011, après une série de neuf défaites des Marlins. Le jour même, Hyde devient manager de l'équipe sur une base intérimaire et dirige pour la première fois un club des Ligues majeures. Les Marlins perdent leur premier match sous les ordres de Hyde, encaissant un 10e revers d'affilée. Hyde retourne à ses fonctions précédentes le 20 juin alors que les Marlins annoncent la nomination de Jack McKeon comme manager.

#### Cubs de Chicago
Hyde quitte les Marlins après la saison 2011 pour devenir coordonnateur au sein du réseau de clubs affiliés aux Cubs de Chicago en ligues mineures. En août 2012, quelques mois seulement après son embauche, les Cubs le font directeur du développement des joueurs. Il est chargé de travailler au développement des jeunes joueurs et du réseau de clubs affiliés en général, afin de relancer une franchise où le talent « maison », c'est-à-dire des jeunes joueurs repêchés et développés par l'organisation, se fait rare. La stratégie fonctionne, comme en font foi les succès obtenus dès 2015 par une très jeune équipe des Cubs. 
Pour la saison 2014, Hyde est nommé instructeur de banc des Cubs aux côtés du gérant Rick Renteria. Lorsque Joe Maddon remplace Renteria en 2015, il amène avec lui de Tampa Bay son instructeur de banc de longue date, Dave Martinez, et on assigne à Hyde le rôle d'instructeur de premier but.